# Delphinium pentagynum
Delphinium pentagynum är en ranunkelväxtart. Delphinium pentagynum ingår i släktet storriddarsporrar, och familjen ranunkelväxter.

## Underarter
Arten delas in i följande underarter:
- D. p. formenteranum
- D. p. pentagynum